# Bieruń
Bieruń (tyska Berun) är en stad i Schlesiens vojvodskap i Polen. Staden hade 19 636 invånare år 2014.

## Vänorter
Skapar Bieruń har fyra vänorter:
- Moravský Beroun, Tjeckien
- Gundelfingen, Tyskland
- Ostroh, Ukraina
- Meung-sur-Loire, Frankrike